# بيل بلانكنشيب
بيل بلانكنشيب (بالإنجليزية: Bill Blankenship)‏ هو لاعب كرة قدم أمريكية أمريكي، ولد في 12 ديسمبر 1956 في سبيرو في الولايات المتحدة.